# Posen-Gletscher
Der Posen-Gletscher (polnisch Lodowiec Poznań; englisch Poznan Glacier) ist ein Gletscher in den Arctowski Mountains auf King George Island im Archipel der Südlichen Shetlandinseln. Er fließt zwischen Mount Hopeful und dem Rea Peak zum Polonia-Piedmont-Gletscher.
Polnische Wissenschaftler benannten ihn 1981 nach der polnischen Stadt Posen.